# Desacreditador

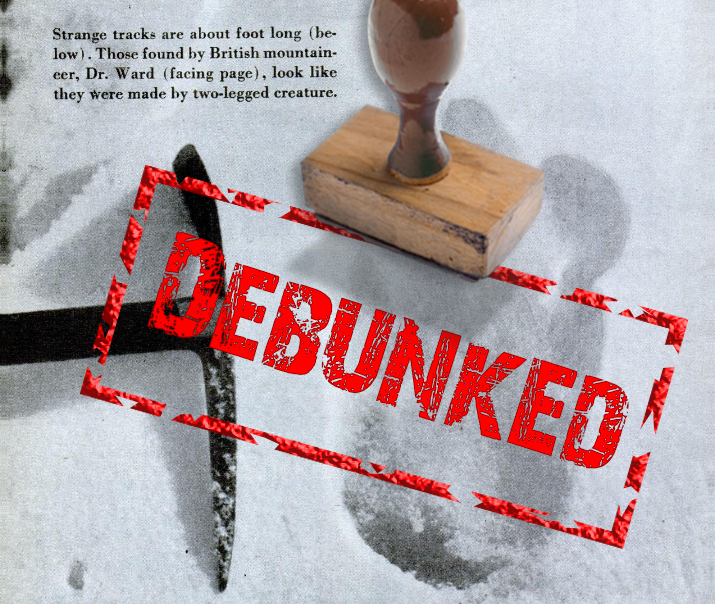
Foto que muestra el desmentido de la supuesta huella de un Yeti

Un desacreditador es una persona u organización que expone o desacredita reclamos que se consideran falsos, exagerados o pretenciosos. El término a menudo se asocia con la investigación escéptica de temas controvertidos como los ovnis, fenómenos paranormales, críptidos, teorías de conspiración, medicina alternativa, religión o áreas exploratorias o marginales de investigación científica o pseudocientífica.
Según el diccionario en línea Merriam-Webster, «desacreditar» se define como: «exponer la farsa o la falsedad de algo».
Si los desacreditadores no son cuidadosos, sus comunicaciones pueden ser contraproducentes, lo que aumenta la creencia a largo plazo de la audiencia en los mitos. Los efectos de retroceso pueden ocurrir si un mensaje pasa demasiado tiempo en el caso negativo, si es demasiado complejo o si el mensaje es amenazante.